# ひみぼうずくん
ひみぼうずくんは、富山県氷見市のマスコットキャラクターである。

## 解説
2000年（平成12年）4月21日に開業した「氷見フィッシャーマンズワーフ海鮮館」のマスコットとして、氷見市出身の漫画家・藤子不二雄Ⓐにキャラクターデザインを依頼して誕生した。富山湾から上陸した海坊主の子供で「HIMI」と書かれた越中褌を締め右手に釣り竿を持ち、左手に特産のブリを抱えている。
海鮮館の開業と同時に立像が作られたが2012年（平成24年）に施設が閉鎖されることになり、2014年（平成26年）4月から氷見市の公式マスコットに指定された。なお氷見市ではひみぼうずくん登場以前の1994年（平成6年）から市の公式キャラクターとして「キットちゃん」が存在しており、ひみぼうずくんのマスコット指定後は「シンボルキャラクター」の肩書で共存している。市の公式マスコット指定を受けて着ぐるみが作成され、イベント開催時には「氷見市藤子不二雄Ⓐまんがワールド」の中核施設である氷見市潮風ギャラリーや海鮮館の後継施設として移転開館したひみ番屋街へ出張することがある。
2020年（令和2年）3月10日には、氷見郵便局の風景印に採用された。
原画は長らく2000年に描かれた1点の基本デザインのみであったが、2022年（令和4年）に藤子スタジオの協力で大漁旗を振るポーズやブリを釣り上げるポーズなど9点が追加され、市のノベルティで使用されている。